# Dysschema iscariotes
Dysschema iscariotes là một loài bướm đêm thuộc phân họ Arctiinae, họ Erebidae.